# Xiis
Xiis, auch Heis oder Hais geschrieben, ist ein Ort in der Region Sanaag im Norden Somalias. Er liegt an der Küste des Golf von Aden und hat nach aktuellen Berechnungen etwa 1400 Einwohner.
Der Ort soll mit dem antiken Handelsplatz Mundu identisch sein, der im Periplus Maris Erythraei, dem Buch eines anonymen alexandrinischen Handelsreisenden aus dem 1. Jahrhundert n. Chr. näher beschrieben wird. Bei Xiis wurden Töpferwaren und Fragmente von Glasfragmenten aus Rom aus dem 1.–5. Jahrhundert gefunden.
Im Osten der Stadt, der Küste vorgelagert, befindet sich eine kleine Insel, namens Xiis Island.